# Františkov (Rokytnice nad Jizerou)
Františkov (německy Franzenthal) je vesnice, část města Rokytnice nad Jizerou v okrese Semily. Nachází se asi 2,5 kilometru jihovýchodně od Rokytnice nad Jizerou.
Františkov leží v katastrálním území Františkov v Krkonoších o rozloze 2,72 km².

## Historie
První písemná zmínka o vesnici pochází z roku 1686.

## Pamětihodnosti
- Venkovský dům čp. 43
- Kaple na Zvonivém vrchu (Háskov)